# Puchar Ameryki Północnej w snowboardzie 2015/2016
Puchar Ameryki Północnej w snowboardzie w sezonie 2015/2016 to kolejna edycja tej imprezy. Cykl ten rozpoczął się 18 listopada 2015 roku w amerykańskim Echo Mountain w zawodach PSL'u. Ostatnie zawody sezonu zostały rozegrane 5 kwietnia 2016 roku, w amerykańskim Copper Mountain i również zakończyły się slalomem równoległym.

## Konkurencje
- slalom równoległy (PSL)
- gigant równoległy (PGS)
- snowcross

Na liście zwycięzców obok klasyfikacji snowcrossu widnieje klasyfikacja PAR, która nie odzwierciedla żadnej konkurencji. Tak naprawdę jest to zsumowana klasyfikacja slalomu równoległego (PSL) i giganta równoległego (PGS).

## Mężczyźni

### Kalendarz i wyniki
| Lp. | Data              | Miejsce         | Konkurencja | Zwycięzca          | 2. miejsce         | 3. miejsce         |
| 1.  | 18 listopada 2015 | Echo Mountain   | PSL         | Nevin Galmarini    | Aaron Muss         | Sylvain Dufour     |
| 2.  | 19 listopada 2015 | Echo Mountain   | PSL         | Masaki Shiba       | Nevin Galmarini    | Aaron Muss         |
| 3.  | 19 grudnia 2015   | Buck Hill       | PSL         | Yuya Suzuki        | Michael Trapp      | Robert Burns       |
| 4.  | 20 grudnia 2015   | Buck Hill       | PSL         | Steven MacCutcheon | Michael Trapp      | Yuya Suzuki        |
| 5.  | 16 stycznia 2016  | Howelsen Hill   | PGS         | Robert Burns       | Sebastien Beaulieu | Olivier Vachon     |
| 6.  | 17 stycznia 2016  | Howelsen Hill   | PSL         | Sebastien Beaulieu | Robert Burns       | Billy Winters      |
| 7.  | 30 stycznia 2016  | Tabor Mountain  | Snowcross   | Adam Dickson       | Jake Vedder        | Robert Minghini    |
| 8.  | 31 stycznia 2016  | Tabor Mountain  | Snowcross   | Cole Johnson       | Adam Dickson       | Danny Bourgeois    |
| 9.  | 4 lutego 2016     | Tabor Mountain  | Snowcross   | Robert Minghini    | Jake Vedder        | Adam Dickson       |
| 10. | 5 lutego 2016     | Tabor Mountain  | Snowcross   | Robert Minghini    | Jake Vedder        | Karel van Goor     |
| 11. | 16 lutego 2016    | Ski Cooper      | Snowcross   | Hagen Kearney      | Mick Dierdorff     | Robert Minghini    |
| 12. | 18 lutego 2016    | Ski Cooper      | Snowcross   | Adam Dickson       | Devryn Valley      | Billy Winters      |
| 13. | 19 lutego 2016    | Ski Cooper      | Snowcross   | Devryn Valley      | Chadwick Frey      | Robert Minghini    |
| 14. | 17 lutego 2016    | Toronto         | PGS         | Kim Sang-kyum      | Darren Gardner     | Ji Myung-kon       |
| 15. | 18 lutego 2016    | Toronto         | PGS         | Kim Sang-kyum      | Darren Gardner     | Michael Trapp      |
| 16. | 22 lutego 2016    | Holiday Valley  | PGS         | Sebastien Beaulieu | Darren Gardner     | Kim Sang-kyum      |
| 17. | 23 lutego 2016    | Holiday Valley  | PGS         | Sebastien Beaulieu | Michael Trapp      | Darren Gardner     |
| 18. | 27 lutego 2016    | Le Relais       | PSL         | Jasey-Jay Anderson | Michael Trapp      | Sebastien Beaulieu |
| 19. | 28 lutego 2016    | Le Relais       | PSL         | Kim Sang-kyum      | Ji Myung-kon       | Jasey-Jay Anderson |
| 20. | 1 marca 2016      | Sugarloaf       | Snowcross   | Senna Leith        | Cole Johnson       | Jake Vedder        |
| 21. | 2 marca 2016      | Sugarloaf       | Snowcross   | Cole Johnson       | Paul Kamisky       | Jake Vedder        |
| 22. | 3 marca 2016      | Sugarloaf       | Snowcross   | Cole Johnson       | Alex Dickson       | Evan Bichon        |
| 23. | 16 marca 2016     | Squaw Valley    | Snowcross   | Odwołano           | Odwołano           | Odwołano           |
| 24. | 17 marca 2016     | Squaw Valley    | Snowcross   | Odwołano           | Odwołano           | Odwołano           |
| 25. | 21 marca 2016     | Ski Chantecler  | PGS         | Darren Gardner     | Shin Bong-shik     | Michael Trapp      |
| 26. | 22 marca 2016     | Ski Chantecler  | PSL         | Darren Gardner     | Sebastien Beaulieu | Jasey-Jay Anderson |
| 27. | 3 kwietnia 2016   | Copper Mountain | Snowcross   | Shinya Momono      | Mick Dierdorff     | Alex Deibold       |
| 28. | 4 kwietnia 2016   | Copper Mountain | PGS         | Darren Gardner     | Justin Reiter      | Sebastien Beaulieu |
| 29. | 5 kwietnia 2016   | Copper Mountain | PSL         | Justin Reiter      | Michael Trapp      | Darren Gardner     |

### Klasyfikacje
| Lp. | Zawodnik           | Punkty |
| --- | ------------------ | ------ |
| 1.  | Darren Gardner     | 3000   |
| 2.  | Sebastien Beaulieu | 2900   |
| 3.  | Michael Trapp      | 2600   |
| 4.  | Kim Sang-kyum      | 2300   |
| 5.  | Robert Burns       | 2100   |
| 6.  | Ji Myung-kon       | 1785   |
| 7.  | Steven MacCutcheon | 1760   |
| 8.  | Yuya Suzuki        | 1405   |
| 9.  | Jasey-Jay Anderson | 1325   |
| 10. | Ryan Rosencranz    | 1280   |

| Lp. | Zawodnik        | Punkty |
| --- | --------------- | ------ |
| 1.  | Cole Johnson    | 2600   |
| 2.  | Robert Minghini | 2375   |
| 3.  | Adam Dickson    | 2255   |
| 4.  | Jake Vedder     | 2125   |
| 5.  | Devryn Valley   | 1790   |
| 6.  | Senna Leith     | 1630   |
| 7.  | Chadwick Frey   | 1375   |
| 8.  | Paul Kamisky    | 1330   |
| 9.  | Evan Bichon     | 1195   |
| 10. | Hunter Wilson   | 1145   |

## Kobiety

### Kalendarz i wyniki
| Lp. | Data              | Miejsce         | Konkurencja | Zwycięzca          | 2. miejsce                | 3. miejsce                |
| 1.  | 18 listopada 2015 | Echo Mountain   | PSL         | Ester Ledecká      | Julie Zogg                | Jekatierina Tudiegieszewa |
| 2.  | 19 listopada 2015 | Echo Mountain   | PSL         | Julie Zogg         | Jekatierina Tudiegieszewa | Yvonne Schuetz            |
| 3.  | 19 grudnia 2015   | Buck Hill       | PSL         | Katrina Gerencser  | Abby Champagne            | Kako Yugami               |
| 4.  | 20 grudnia 2015   | Buck Hill       | PSL         | Asa Toyoda         | Kako Yugami               | Koto Ueno                 |
| 5.  | 16 stycznia 2016  | Howelsen Hill   | PGS         | Jennifer Hawkrigg  | Marianne Laurin-Lalonde   | Abby van Groningen        |
| 6.  | 17 stycznia 2016  | Howelsen Hill   | PSL         | Emma van Groningen | Katrina Gerencser         | Aoi Ishinaka              |
| 7.  | 30 stycznia 2016  | Tabor Mountain  | Snowcross   | Carle Brenneman    | Georgia Baff              | Karen Iwadare             |
| 8.  | 31 stycznia 2016  | Tabor Mountain  | Snowcross   | Rosina Mancari     | Meryeta Odine             | Anna Miller               |
| 9.  | 4 lutego 2016     | Tabor Mountain  | Snowcross   | Meryeta Odine      | Carle Brenneman           | Georgia Baff              |
| 10. | 5 lutego 2016     | Tabor Mountain  | Snowcross   | Meryeta Odine      | Carle Brenneman           | Georgia Baff              |
| 11. | 16 lutego 2016    | Ski Cooper      | Snowcross   | Lindsey Jacobellis | Georgia Baff              | Anna Miller               |
| 12. | 18 lutego 2016    | Ski Cooper      | Snowcross   | Rosina Mancari     | Tayler Wilton             | Annabel Tudhope           |
| 13. | 19 lutego 2016    | Ski Cooper      | Snowcross   | Ellise Turner      | Colleen Healey            | Emily Boyce               |
| 14. | 17 lutego 2016    | Toronto         | PGS         | Megan Farrell      | Katrina Gerencser         | Emma Dorland              |
| 15. | 18 lutego 2016    | Toronto         | PGS         | Megan Farrell      | Marianne Laurin-Lalonde   | Jennifer Hawkrigg         |
| 16. | 22 lutego 2016    | Holiday Valley  | PGS         | Megan Farrell      | Kako Yugami               | Lynn Ott                  |
| 17. | 23 lutego 2016    | Holiday Valley  | PGS         | Megan Farrell      | Maggie Carrigan           | Marianne Laurin-Lalonde   |
| 18. | 27 lutego 2016    | Le Relais       | PSL         | Megan Farrell      | Marianne Laurin-Lalonde   | Asa Toyoda                |
| 19. | 28 lutego 2016    | Le Relais       | PSL         | Megan Farrell      | Marianne Laurin-Lalonde   | Abby Champagne            |
| 20. | 1 marca 2016      | Sugarloaf       | Snowcross   | Rosina Mancari     | Kiersten Edwards          | Tayler Wilton             |
| 21. | 2 marca 2016      | Sugarloaf       | Snowcross   | Meryeta Odine      | Anna Miller               | Colleen Healey            |
| 22. | 3 marca 2016      | Sugarloaf       | Snowcross   | Tayler Wilton      | Anna Miller               | Kiersten Edwards          |
| 23. | 16 marca 2016     | Squaw Valley    | Snowcross   | Odwołano           | Odwołano                  | Odwołano                  |
| 24. | 17 marca 2016     | Squaw Valley    | Snowcross   | Odwołano           | Odwołano                  | Odwołano                  |
| 25. | 21 marca 2016     | Ski Chantecler  | PGS         | Zang Ruxin         | Gong Naiying              | Niu Jiaqi                 |
| 26. | 22 marca 2016     | Ski Chantecler  | PSL         | Zang Ruxin         | Niu Jiaqi                 | Gong Naiying              |
| 27. | 3 kwietnia 2016   | Copper Mountain | Snowcross   | Karen Iwadare      | Danielle Steinhoff        | Annabel Tudhope           |
| 28. | 4 kwietnia 2016   | Copper Mountain | PGS         | Megan Farrell      | Marianne Laurin-Lalonde   | Lynn Ott                  |
| 29. | 5 kwietnia 2016   | Copper Mountain | PSL         | Megan Farrell      | Maggie Carrigan           | Abby Champagne            |

### Klasyfikacje
| Lp. | Zawodniczka             | Punkty |
| --- | ----------------------- | ------ |
| 1.  | Megan Farrell           | 3500   |
| 2.  | Marianne Laurin-Lalonde | 2550   |
| 3.  | Katrina Gerencser       | 2225   |
| 4.  | Abby Champagne          | 2000   |
| 5.  | Emma van Groningen      | 1750   |
| 6.  | Asa Toyoda              | 1615   |
| 7.  | Kako Yugami             | 1555   |
| 8.  | Lynn Ott                | 1465   |
| 9.  | Jennifer Hawkrigg       | 1405   |
| 10. | Abby van Groningen      | 1355   |

| Lp. | Zawodniczka        | Punkty |
| --- | ------------------ | ------ |
| 1.  | Meryeta Odine      | 3030   |
| 2.  | Rosina Mancari     | 3005   |
| 3.  | Tayler Wilton      | 2446   |
| 4.  | Anna Miller        | 2285   |
| 5.  | Kiersten Edwards   | 1935   |
| 6.  | Colleen Healey     | 1855   |
| 7.  | Ellise Turner      | 1850   |
| 8.  | Danielle Steinhoff | 1830   |
| 9.  | Georgia Baff       | 1760   |
| 10. | Annabel Tudhope    | 1755   |